# Dignomus tewfiki
Dignomus tewfiki is een keversoort uit de familie klopkevers (Ptinidae). De wetenschappelijke naam van de soort werd in 1930 gepubliceerd door Maurice Pic.